# Хамавюрт
Хамавюрт (кум. Хамав-юрт) — село в Хасавюртовском районе, Республики Дагестан, Россия.
Образует муниципальное образование село Хамавюрт со статусом сельского поселения как единственный населённый пункт в его составе.

## География
Расположено к западу от города Хасавюрт, на правом берегу реки Аксай, на границе с Чеченской Республикой.
Ближайшие населённые пункты: на севере — сёла Нижний Герзель и Борагангечув, на северо-востоке — село Нурадилово, на юго-западе — сёла Герзель-Аул и Цияб Цолода.

## История
Первая часть названия имя первопоселенца Хама, вторая «юрт» (с тюркского) — «село», — «селение Хамы».
Официальная дата основания — 1858 г. Основание селения связано с первой половиной XIX века и уроженцем Старого Аксая Хамавом Качалаевым, именем которого и было названо.
В 1883 году населено большей частью кумыками и меньшей чеченцами. В селе располагалась мечеть.
22 ноября 1928 года 4 сессией ЦИК ДАССР 6 созыва принимается новый проект районирования республики. На его основе было принято постановление о разукрупнении округов и районов и образовании 26 кантонов и 2 подкантонов. Хасавюртовский кантон был образован на части территории бывшего Хасавюртовского округа, переданного в состав ДАССР из Терской области в 1921 году. По новому районированию кантон состоял из 18 сельских советов, в том числе и Баташюртовский: Баташюрт, Аджи-Маджагат-юрт, Баташево, Евгениевка, Османюрт, Османюрт-отар, Сим-Сыр, Узлуяновка, Хамавюрт.

## Население
| 1889  | 1914  | 1926  | 1939  | 1959  | 1970  | 1989  |
| ----- | ----- | ----- | ----- | ----- | ----- | ----- |
| 287   | ↗297  | ↗1652 | ↘347  | ↗1321 | ↗1902 | ↗2416 |
| 2002  | 2010  | 2012  | 2013  | 2014  | 2015  | 2016  |
| ↗2786 | ↗3178 | ↗3232 | ↗3250 | ↗3285 | ↗3335 | ↗3400 |
| 2017  | 2018  | 2019  | 2020  | 2021  | 2023  | 2024  |
| ↗3452 | ↗3498 | ↗3511 | ↗3555 | ↗3644 | ↗3698 | ↗3736 |
| 2025  |       |       |       |       |       |       |
| ↗3776 |       |       |       |       |       |       |

Национальный состав
По данным Всесоюзной переписи населения 1926 года:
| № | Национальность | Численность, чел. | Доля   |
| - | -------------- | ----------------- | ------ |
| 1 | кумыки         | 261               | 76,4 % |
| 2 | чеченцы        | 77                | 22,5 % |
| 3 | татары         | 4                 | 1,1 %  |

По данным Всероссийской переписи населения 2021 года:
| №        | Национальность | Численность, чел. | Доля     |
| -------- | -------------- | ----------------- | -------- |
| 1        | кумыки         | 2 447             | 67, 15 % |
| 2        | чеченцы        | 1 165             | 31, 97 % |
| 2.000001 | другие         | 21                | 0, 57 %  |
| 2.000002 | не указавшие   | 11                | 0.3001 % |
| 2.000003 | всего          | 3 644             | 100 %    |